# Inmigración paraguaya en Argentina
La inmigración paraguaya en Argentina se refiere a un movimiento migratorio desde Paraguay hacia uno de sus países vecinos, Argentina.
Residen más 522.598 paraguayos en Argentina de acuerdo con censo nacional de 2022, aunque según el RENAPER podrían ser más de 744.306 en 2024. La comunidad paraguaya constituye el 27% del total de extranjeros en el país, siendo así la más numerosa y más económicamente activa de todas las colectividades de inmigrantes, así como también la mayor colectividad de paraguayos en el exterior. Medido en términos históricos, es también una de las corrientes inmigratorias más importantes que ha recibido Argentina, solo siendo superada por la de los españoles y los italianos.

Pirámide poblacional de nacidos en Paraguay, según el censo de 2022.

## Historia

### sigloXX

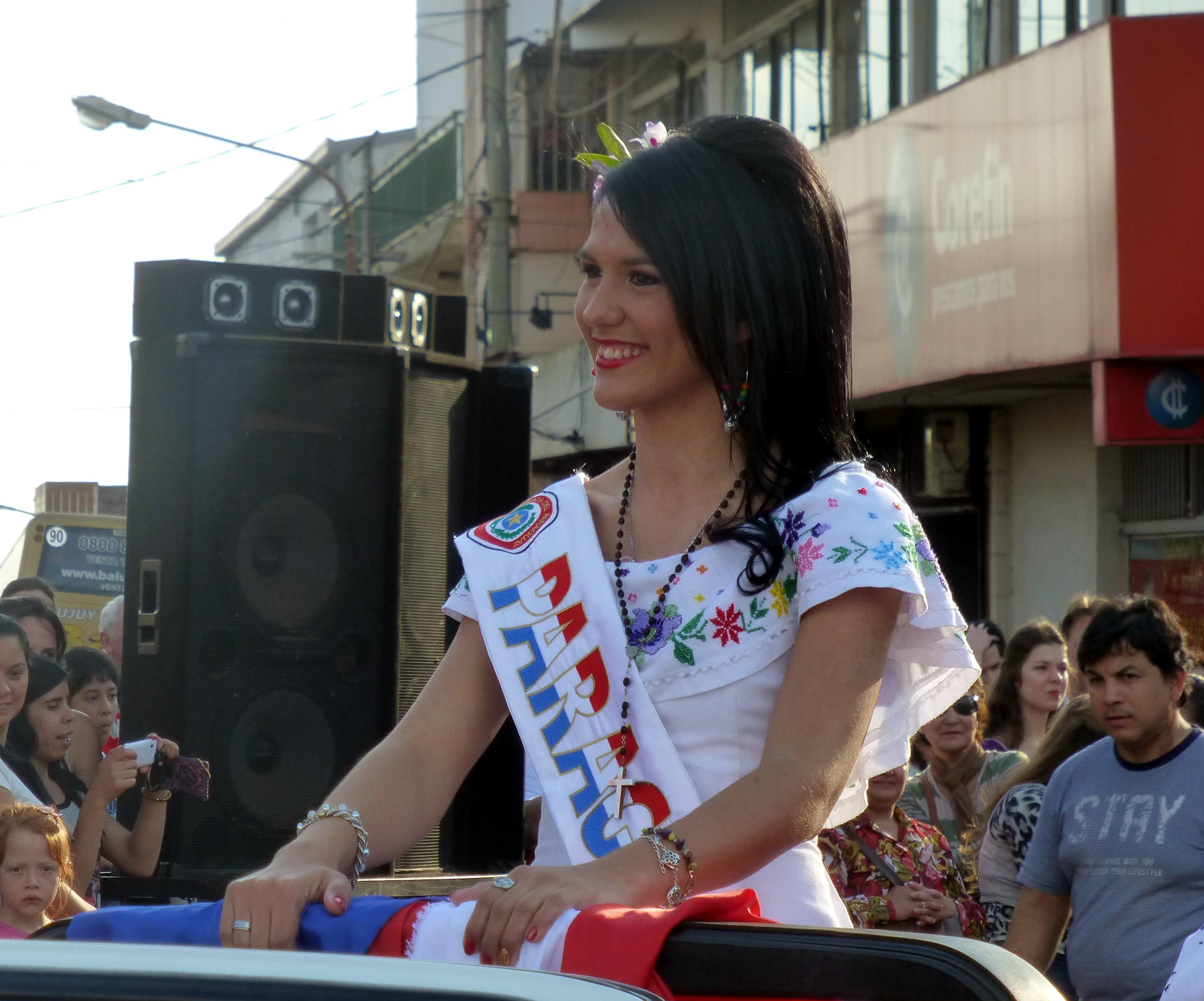
Maia Elizabeth Kozakiewicz Morales Hurtado, representante de la colectividad paraguaya, durante el desfile de inauguración de la XXXIV Fiesta Nacional del Inmigrante en Oberá, provincia de Misiones.

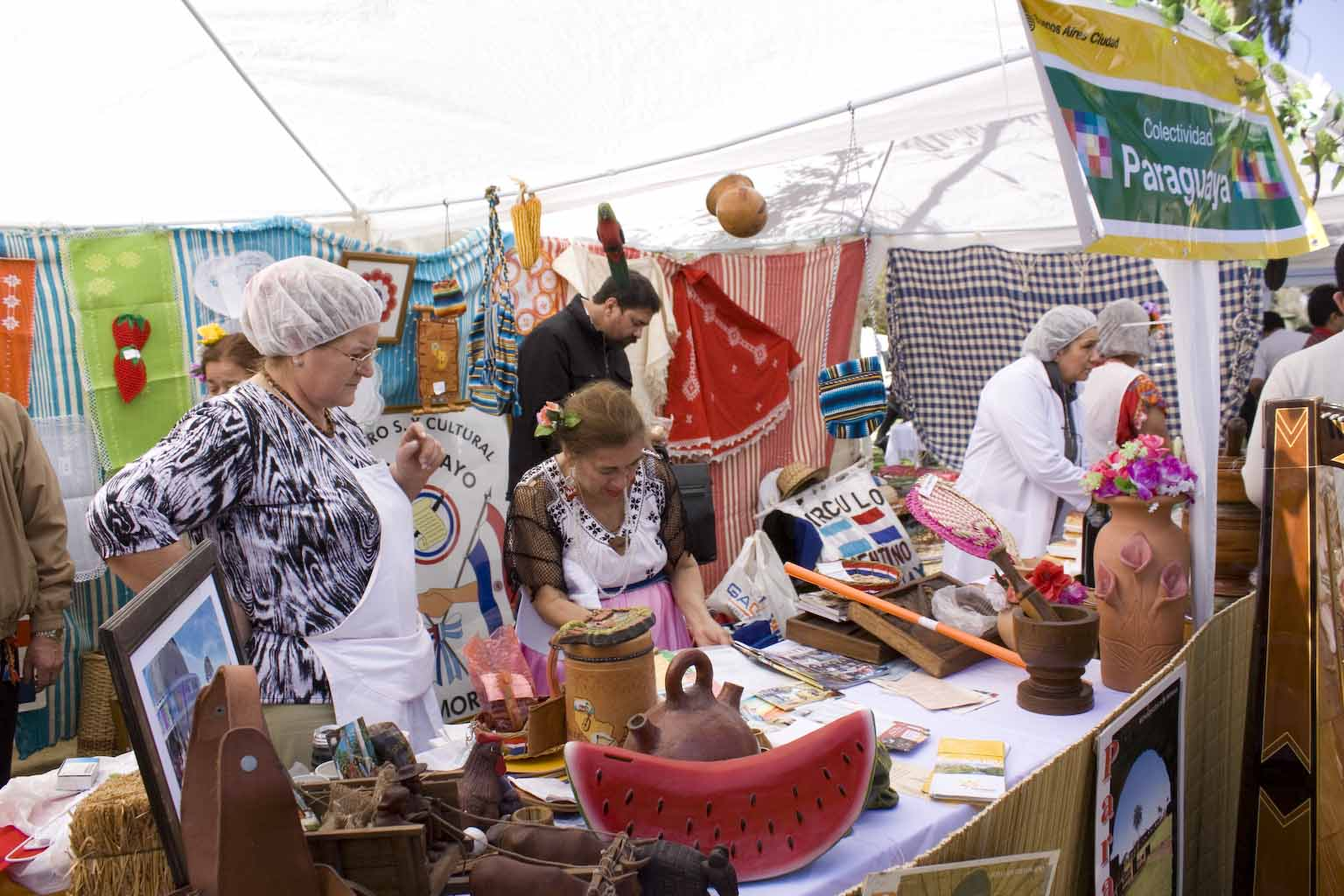
Paraguay en el Día del Inmigrante de 2011 en Buenos Aires.

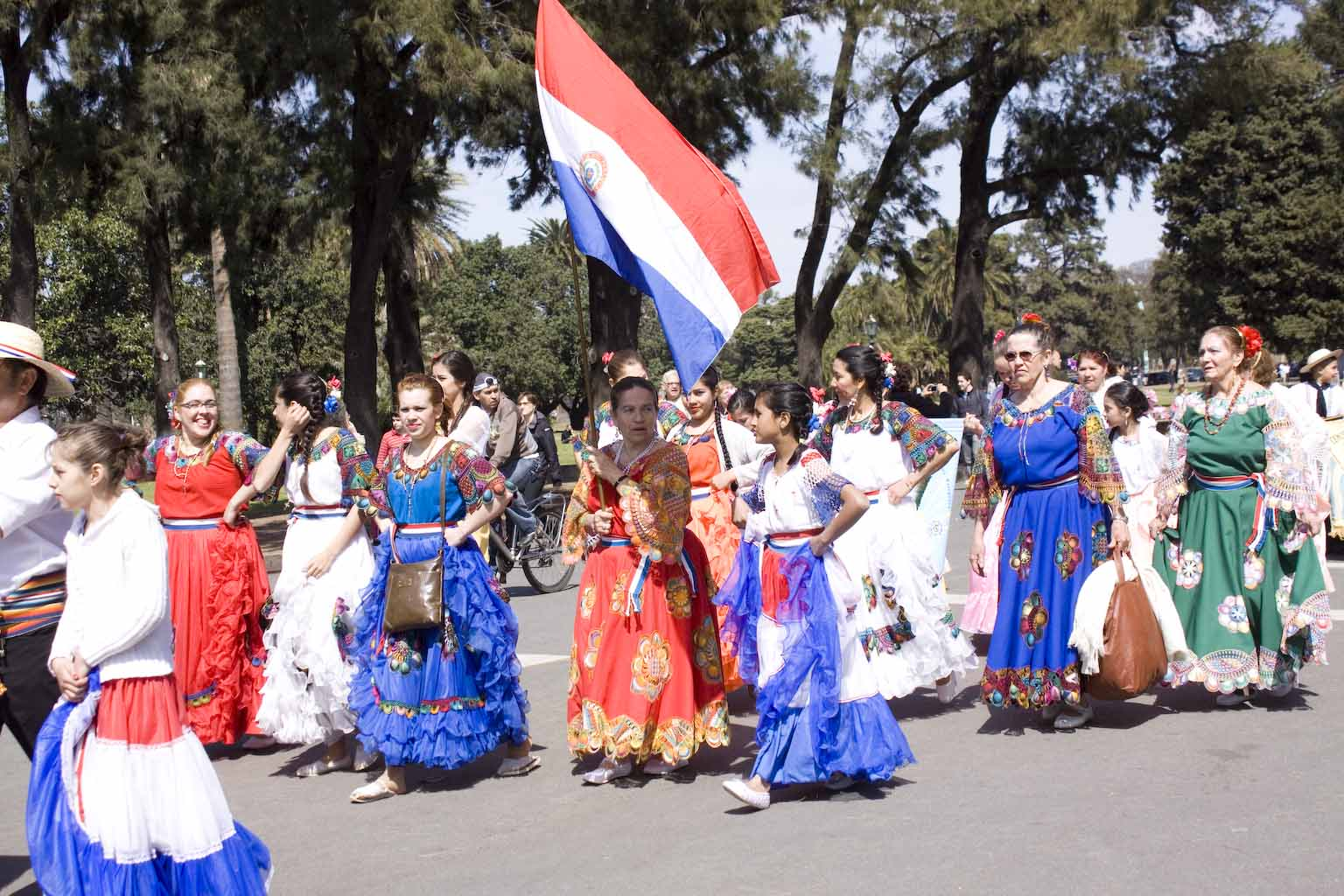
Paraguay en el Día del Inmigrante de 2011 en Buenos Aires.

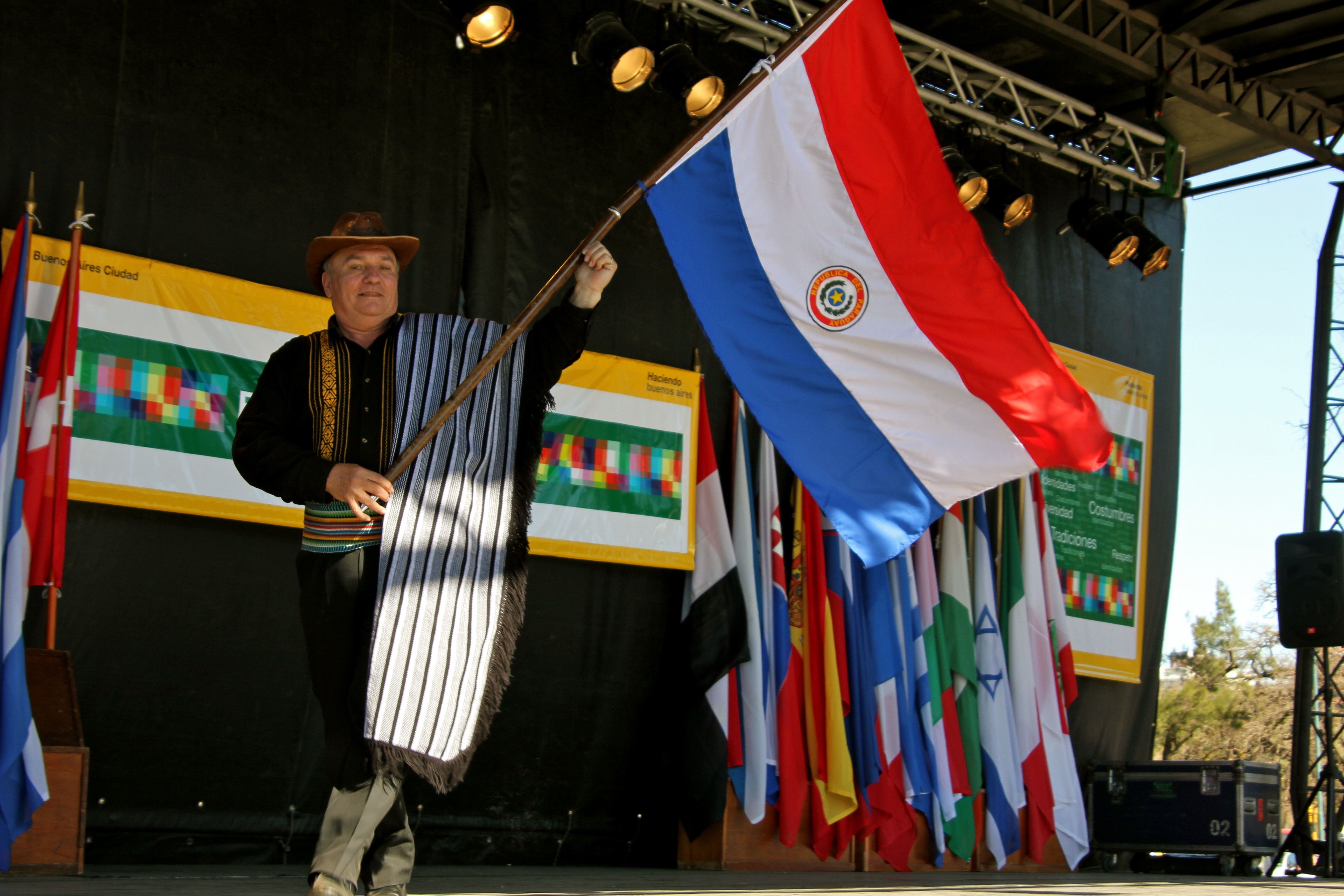
Paraguay en el Día del Inmigrante de 2010 en Buenos Aires.

La inmigración proveniente de países limítrofes hacia Argentina se mantuvo relativamente estable a lo largo del siglo XX, aunque luego aumentó la corriente migratoria proveniente de países sudamericanos, entre los que se destacan en particular, la inmigración paraguaya y boliviana. Durante los primeros años, los paraguayos se instalaron mayormente en las provincias del nordeste argentino (Formosa, Misiones, Corrientes y Chaco), Santa Fe y Entre Ríos.
El mayor porcentaje de emigración a Argentina se produjo entre 1947 —en esa fecha estalló la guerra civil paraguaya 1947 que duró varios meses y provocó el éxodo de miles de paraguayos— y 1960. Hasta los años 1950 la principal emigración de paraguayos no era definitiva o permanente. Es recién a partir de la década de 1960 cuando este flujo tiende a fijar residencia en el país de destino; en esa década un 23,7% del total de paraguayos viviendo en el país decidieron adoptar la nacionalidad argentina. En los años 70’s la migración se acentuó con las persecuciones políticas del régimen dictatorial muy aferrado en el paraguay y en la década de los 80 la crisis económica obligó a muchos a migrar en la región.
La similitud sociocultural con Argentina también ayudó a la llegada de paraguayos al país.
En la Guerra de Malvinas de 1982, combatieron unos 80 argentinos hijos de paraguayos. Doce de esos combatientes fallecieron en el conflicto y están enterrados en el cementerio de Darwin.

### sigloXXI
Hacia el siglo XXI, la colectividad paraguaya es la más numerosa de todas las comunidades migrantes en Argentina, seguida por la boliviana. El censo de 2001 registró 325 000 paraguayos residentes en Argentina; de ellos, un 57% son mujeres. 
En el año 2003 se implementaron una serie de medidas migratorias tendientes a facilitar la radicación de personas provenientes de países del Mercosur, favoreciendo su inserción social plena y disminuyendo su vulnerabilidad. En el marco de esas políticas, en 2006 se implementó el Plan Patria Grande, que hasta abril de 2009 había regularizado la situación de casi 250 mil inmigrantes paraguayos. Entre 2004 y 2012, el número de ciudadanos paraguayos en el país que adquirió residencia legal dio un salto importante, al pasar de aproximadamente 5000 a 177 000 personas.

#### Polémica por cambios en la política migratoria
A fines de 2016 y comienzos de 2017, comenzó un debate sobre una reforma de la ley migratoria en Argentina. La administración de Mauricio Macri (2015-2019) decidió impulsar dichas modificaciones con la finalidad de prevenir delitos cometidos por extranjeros y personas vinculadas al narcotráfico. 
Las medidas fueron precedidas en gran parte por comentarios de individuos del gobierno nacional, los cuales fueron catalogados como «discriminatorios, xenófobos y divisorios» por algunos sectores de la oposición y repudiados por funcionarios cuyos países tienen una gran cantidad de residentes en Argentina (donde se destacó, entre otros, el entonces presidente boliviano, Evo Morales). A fines de enero de 2017, Macri firmó un decreto modificatorio de la ley de migraciones para acelerar el proceso de deportación de extranjeros que cometan delitos en territorio argentino.
En línea con la reforma impulsada por el presidente Macri, la Ministra de Seguridad, Patricia Bullrich, apuntó contra los ciudadanos de nacionalidad boliviana, paraguaya y peruana residentes en el país, acusándolos de cometer delitos de narcotráfico y pidió «ordenar» las relaciones bilaterales con Bolivia, Paraguay, y Perú. Presentó cifras de presos en Argentina, indicando que «en las cárceles federales, el 33 por ciento de presos extranjeros son por delitos federales» y quienes provienen de «los países productores de algún estupefaciente la relación aumenta enormemente». También declaró que: «Acá vienen ciudadanos peruanos y se terminan matando por el control de la droga; acá vienen ciudadanos paraguayos y se terminan matando por el control de la droga, no tanto bolivianos».

## Características

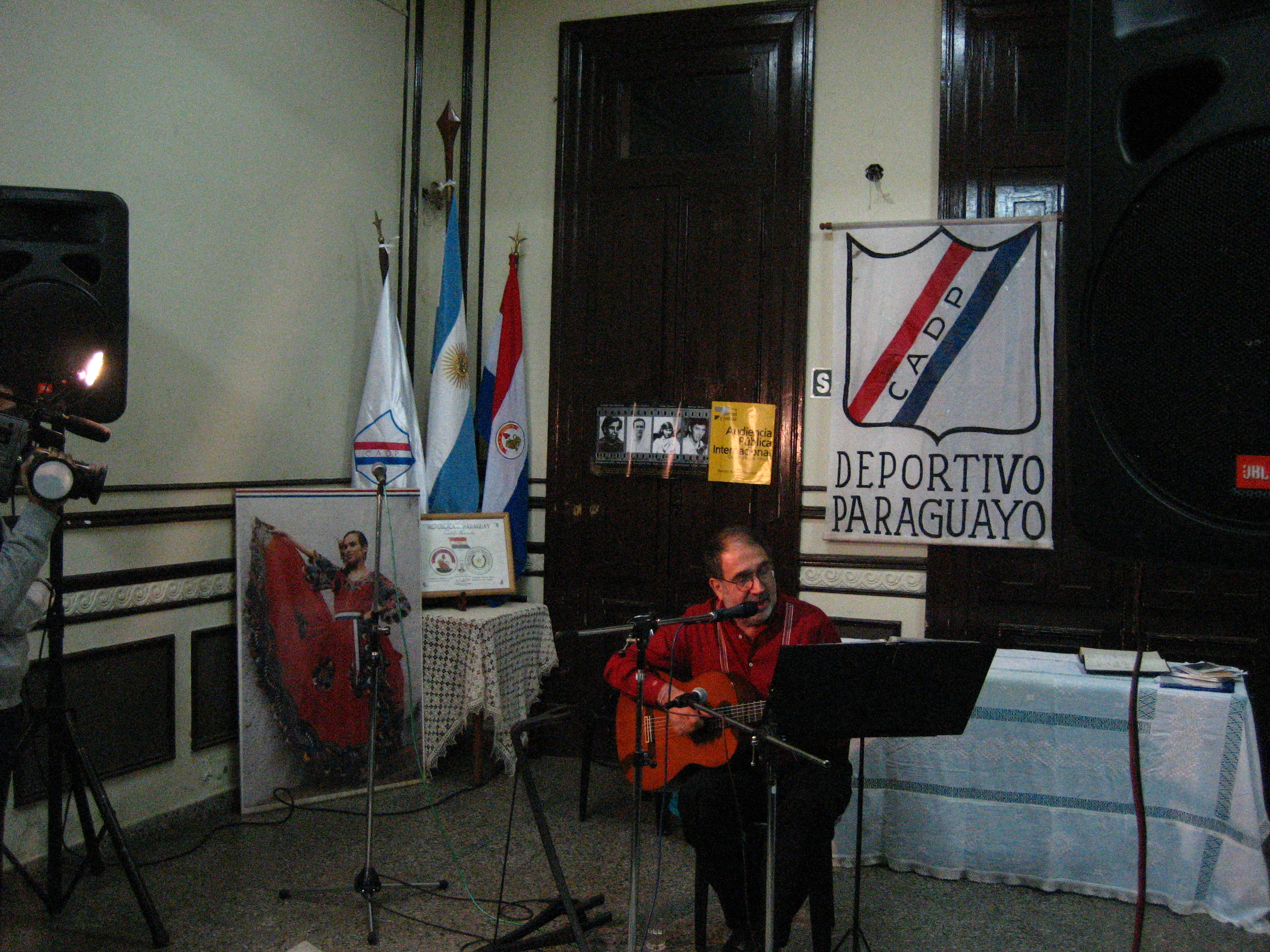
Espectáculo en el Deportivo Paraguayo en Buenos Aires.

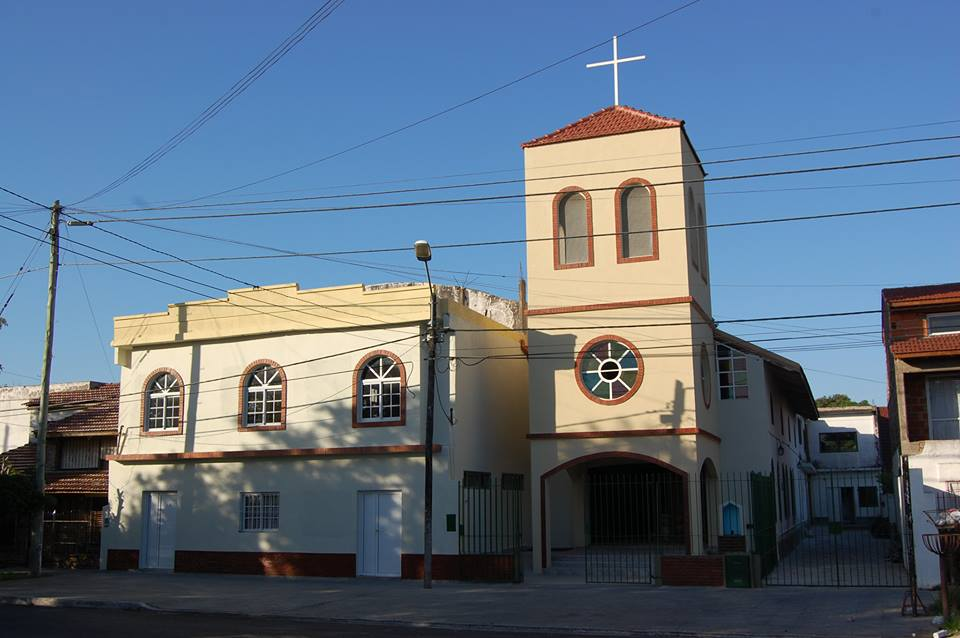
Iglesia de la Virgen de Caacupé en Berazategui.

### Dimensión de la colectividad paraguaya
Entre todos los grupos de inmigrantes en Argentina, la comunidad paraguaya cuenta con 550 713 habitantes, representando el 30.5% del total de extranjeros en el país. El segundo y tercer lugar corresponden a las personas nacidas en Bolivia (19.1%) y Chile (10.6%), según las cifras del censo nacional de 2010.
Sin embargo, de acuerdo a algunas estimaciones externas, la cantidad de ciudadanos paraguayos podría ser significativamente mayor a lo medido por los organismos oficiales, y podría rondar entre los 850.000 a 1.000.000, contabilizando tanto a aquellos que residen legalmente en el país como los que están en situación de irregularidad documental.
Según las estadísticas oficiales, la inmigración paraguaya creció de manera sostenida desde la última década del siglo XX. Los datos del censo de 1991 mostraron que residían en Argentina 356 923 italianos y 254 115 paraguayos, constituyéndose en los dos grupos más numerosos de extranjeros en su conjunto. 19 años después, los italianos residentes en Argentina eran 147 499, ocupando el quinto lugar luego de los residentes nacidos en Paraguay, Bolivia, Chile, y Perú.
Las cifras de la corriente migratoria paraguaya son aún más significativas si se tiene en cuenta que sólo dos flujos habían logrado mayor número en la historia argentina; en el periodo comprendido entre 1857 y 1940, Argentina recibió 2 970 000 italianos y 2 080 000 españoles, además de varios cientos de miles de personas provenientes de distintos países.
En la primera década del siglo XXI, la comunidad paraguaya alcanzó una dimensión que la ubica entre los tres movimientos migratorios más importantes registrados hasta el momento, cuando lograron superar a los que hasta entonces se encontraban en ese puesto: los franceses.

### Motivos para la emigración y beneficios
La colectividad se ha diseminado principalmente por las grandes ciudades y la región nordeste. A su vez, existen muchos individuos de origen paraguayo que se benefician de la doble nacionalidad que legalmente se permite en ambos lados de la frontera, así como también del cruce mayormente libre consentido entre las dos naciones. 
La migración se debe a varias razones, donde se encuentran, la abundancia económica y las favorables oportunidades laborales que tienen los inmigrantes en el país vecino, entre otros motivos; millones de paraguayos se han integrado a la vida cotidiana gaucha, aportando en diversas áreas como la construcción, la educación, la salud, el deporte y la música. La suma de estos factores convierten a Argentina en el principal destino de los expatriados paraguayos, siendo elegida por el 80,66%. Es seguida, muy de lejos, por España, con el 6,81%.
Otra de las causas son las remuneraciones, que suelen ser mayores a las que podrían recibir en su país de origen, habiendo retribuciones muchas veces en dólares; entre los meses de enero y junio de 2018 se registraron un total de US$67 millones en remesas hacia Paraguay desde Argentina.
Es importante resaltar el hecho de que más de la mitad de los migrantes se encuentran en la franja etaria de 20 a 34 años.

### Distribución geográfica

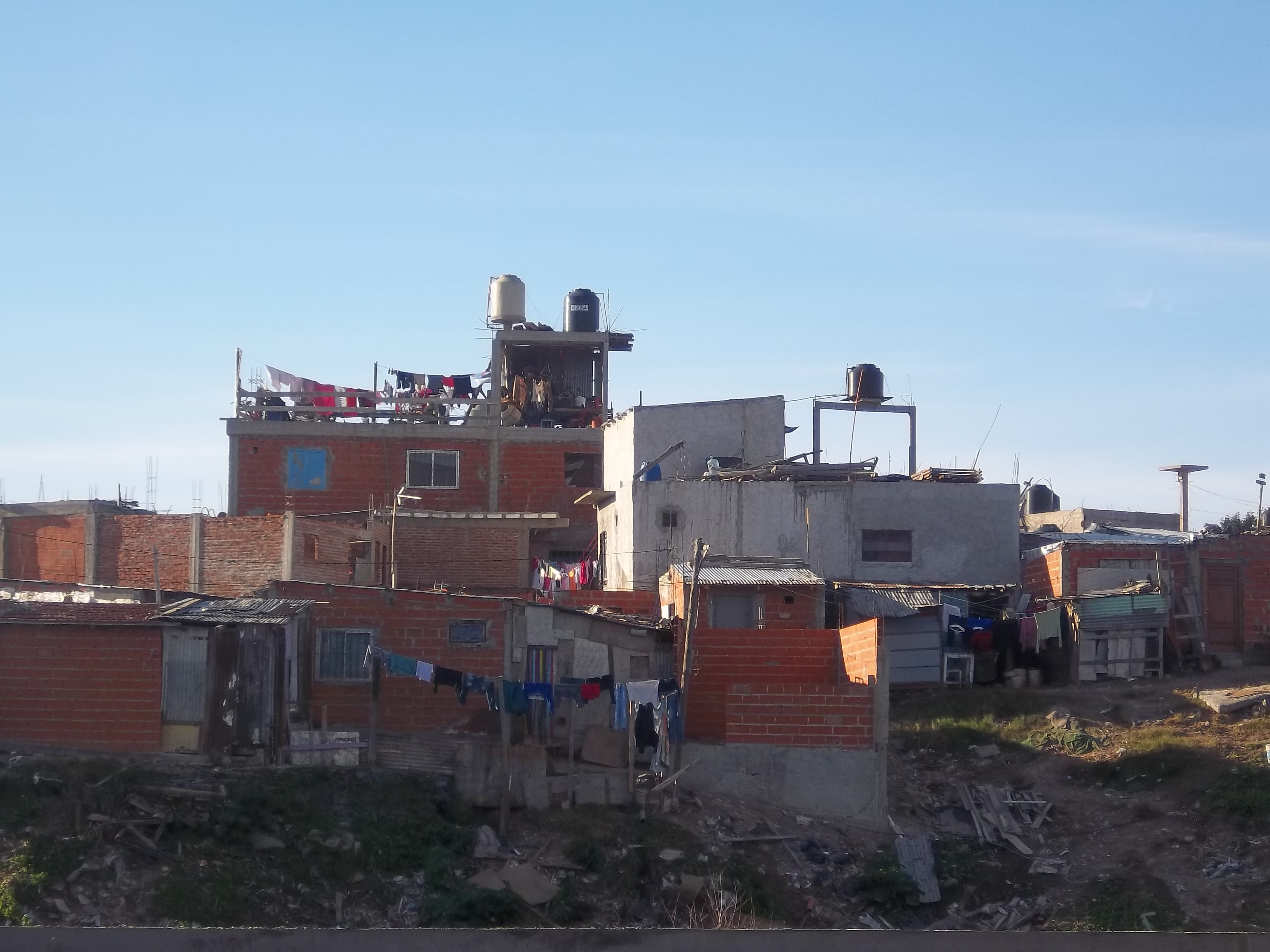
La Villa 21-24 en Nueva Pompeya, al sur de Capital Federal.

El 60 % de los paraguayos en Argentina se ha radicado en el conurbano de la provincia de Buenos Aires que rodea a la ciudad autónoma de Buenos Aires, entre un 25-30 % en la zona de frontera, y un 5-10 % en el resto del país. La mayor concentración se encuentra en el Gran Buenos Aires, particularmente en el partido de La Matanza, donde viven aproximadamente 100.000 paraguayos. Otros partidos del conurbano bonaerense en el que se encuentran aglomeraciones importantes son Florencio Varela, Berazategui, Quilmes, Merlo, José C. Paz, La Plata, Tigre, Gral. San Martín y San Fernando. En la Capital Federal viven entre unos 30 y 40 mil paraguayos, pero no están concentrados en ninguna zona particular.

### Influencia de la comunidad
La comunidad paraguaya en Argentina ha creado una gran cantidad de instituciones; muchas de ellas se organizan por el lugar de procedencia. Algunos centros de gran tradición son el «Hogar Paraguayo» de Berazategui y «La Casa Paraguaya». 
Otras entidades paraguayas en Argentina son: 
- El Equipo Pastoral Paraguayo.
- La Asociación de Excombatientes de la Guerra del Chaco (AEGC).
- La Asociación de Jubilados, Pensionados Residentes Paraguayos en la Rep. Argentina (AJPRPRA).
- La Asociación Paraguaya de Mujeres (APM).
- La Federación de Entidades Paraguayas en la República Argentina (FEPARA).

Los inmigrantes paraguayos han llevado a Buenos Aires el idioma guaraní, y las costumbres, gustos y tradiciones de su tierra, las cuales a su vez se encuentran íntimamente relacionadas con las de la población argentina que vive en la región nordeste.
La colectividad cuenta con varios medios de comunicación y publicaciones, donde se encuentran revistas como Ñeengatú, Paraguayísima y Mi Paraguay, un periódico llamado Paraguay Nañe Retã, y dos programas de televisión llamados Recorriendo La Patria y Hola Paraguay. También ha organizado un club, el Deportivo Paraguayo, asociado a la Asociación del Fútbol Argentino (AFA), y participante del Campeonato Argentino de Fútbol en las divisiones menores del ascenso.

### Ocupaciones
Los varones se desempeñan principalmente en la industria de la construcción y secundariamente en los sectores de servicios e industria manufacturera. La mayor parte de las mujeres se insertan laboralmente en el área de servicios, fundamentalmente en actividades relacionadas con el servicio doméstico.

### Sexo y grupos de edad
Según el censo argentino de 2010, del total de 550.713 personas nacidas en Paraguay, 244.279 son hombres y 306.434 mujeres. Del total de hombres, 26.112 tienen entre 0 y 14 años, 190.172 entre 15 y 64, y 27.995 son mayores de 65 años de edad. Del total de mujeres, 26.083 tienen entre 0 y 14 años, 243.263 entre 15 y 64, y 37.088 son mayores de 65 años de edad.

## Resultados censales
Con excepción de un ligero amesetamiento entre 1970 y 1991, la población paraguaya residente en Argentina ha crecido de modo sostenido a lo largo del tiempo.
| Gráfica de evolución demográfica de población paraguaya residente en Argentina entre 1869 y 2022 |
|                                                                                                  |
| Fuente: Organización Internacional para las Migraciones (OIM)                                    |

El porcentaje de la población paraguaya residente en Argentina se ha mantenido aproximadamente estable en la última mitad del siglo XX, mostrando un importante crecimiento relativo en la primera década del siglo XXI.
| Población paraguaya residente en Argentina | Población paraguaya residente en Argentina | Población paraguaya residente en Argentina | Población paraguaya residente en Argentina | Población paraguaya residente en Argentina |
| Año                                        | Población de Argentina                     | Población de Paraguay                      | Población migrante paraguaya en Argentina  | % (respecto de la población argentina)     |
| ------------------------------------------ | ------------------------------------------ | ------------------------------------------ | ------------------------------------------ | ------------------------------------------ |
| 1869                                       | 1.877.490                                  | -                                          | 3.288                                      | 0,18                                       |
| 1895                                       | 4.044.911                                  | 392.000                                    | 14.562                                     | 0,36                                       |
| 1914                                       | 7.903.662                                  | 606.000                                    | 28.592                                     | 0,36                                       |
| 1947                                       | 15.893.811                                 | 1.305.000                                  | 93.248                                     | 0,59                                       |
| 1960                                       | 20.013.793                                 | 1.906.641                                  | 155.269                                    | 0,78                                       |
| 1970                                       | 23.364.431                                 | 2.484.172                                  | 212.200                                    | 0,91                                       |
| 1980                                       | 27.949.480                                 | 3.197.754                                  | 262.799                                    | 0,94                                       |
| 1991                                       | 32.615.528                                 | 4.057.615                                  | 250.450                                    | 0,77                                       |
| 2001                                       | 36.260.130                                 | 5.079.356                                  | 322.962                                    | 0,89                                       |
| 2010                                       | 40.117.096                                 | 5.563.466                                  | 550.713                                    | 1,37                                       |
| 2022                                       | 46.044.703                                 | 6.109.644                                  | 522.598                                    | 1,13                                       |

El lugar de residencia de la población migrante a Argentina varió en distintos momentos históricos.
| Población paraguaya en Argentina según lugar de residencia (en %) | Población paraguaya en Argentina según lugar de residencia (en %) | Población paraguaya en Argentina según lugar de residencia (en %) | Población paraguaya en Argentina según lugar de residencia (en %) | Población paraguaya en Argentina según lugar de residencia (en %) | Población paraguaya en Argentina según lugar de residencia (en %) | Población paraguaya en Argentina según lugar de residencia (en %) | Población paraguaya en Argentina según lugar de residencia (en %) | Población paraguaya en Argentina según lugar de residencia (en %) | Población paraguaya en Argentina según lugar de residencia (en %) | Población paraguaya en Argentina según lugar de residencia (en %) |
| Lugar de residencia                                               | 1869                                                              | 1895                                                              | 1914                                                              | 1947                                                              | 1960                                                              | 1970                                                              | 1980                                                              | 1991                                                              | 2001                                                              | 2010                                                              |
| ----------------------------------------------------------------- | ----------------------------------------------------------------- | ----------------------------------------------------------------- | ----------------------------------------------------------------- | ----------------------------------------------------------------- | ----------------------------------------------------------------- | ----------------------------------------------------------------- | ----------------------------------------------------------------- | ----------------------------------------------------------------- | ----------------------------------------------------------------- | ----------------------------------------------------------------- |
| Ciudad Autónoma de Buenos Aires (CABA)                            | 18.4                                                              | 9.5                                                               | 6.8                                                               | 9.2                                                               | 9.6                                                               | -                                                                 | 10.1                                                              | 11.6                                                              | 14.5                                                              | 14.6                                                              |
| Provincia de Buenos Aires (PBA)                                   | 18.5                                                              | 6.7                                                               | 4.4                                                               | 4.1                                                               | 20.0                                                              | -                                                                 | 55.5                                                              | 59.2                                                              | 65.9                                                              | 71.3                                                              |
| Región nordeste                                                   | -                                                                 | 68.8                                                              | 77.5                                                              | 82.4                                                              | 65.9                                                              | -                                                                 | 30.8                                                              | 25.7                                                              | 16.6                                                              | 9.9                                                               |
| Otras provincias                                                  | 63.1                                                              | 14.9                                                              | 11.3                                                              | 4.4                                                               | 4.5                                                               | -                                                                 | 3.7                                                               | 3.7                                                               | 3.2                                                               | 4.2                                                               |

## Distribución territorial

Porcentaje de paraguayos en Argentina por provincia, según el censo de 2022.

Paraguayos residiendo en el Gran Buenos Aires, según el censo de 2022.

El censo argentino de 2022 registró 522 598 personas nacidas en Paraguay. La siguiente tabla muestra la distribución en las 23 provincias y la ciudad autónoma de Buenos Aires según los datos del censo:
| Rango | Provincia                | Nacidos en Paraguay | Porcentaje |
| ----- | ------------------------ | ------------------- | ---------- |
| 1     | Buenos Aires (Provincia) | 388.265             | 68,77%     |
| 2     | Ciudad de Buenos Aires   | 64.934              | 16,23%     |
| 3     | Misiones                 | 22.944              | 5,35%      |
| 4     | Formosa                  | 14.778              | 3,62%      |
| 5     | Santa Fe                 | 8.713               | 1,58%      |
| 6     | Córdoba                  | 4.120               | 0,79%      |
| 7     | Corrientes               | 3.335               | 0,70%      |
| 8     | Chaco                    | 2.750               | 0,58%      |
| 9     | Chubut                   | 1.958               | 0,42%      |
| 10    | Neuquén                  | 1.803               | 0,39%      |
| 11    | Río Negro                | 1.652               | 0,33%      |
| 12    | Santa Cruz               | 1.469               | 0,30%      |
| 13    | Entre Ríos               | 1.446               | 0,27%      |
| 14    | Tierra del Fuego         | 735                 | 0,14%      |
| 15    | Salta                    | 608                 | 0,08%      |
| 16    | Mendoza                  | 599                 | 0,08%      |
| 17    | San Luis                 | 491                 | 0,08%      |
| 18    | Tucumán                  | 435                 | 0,08%      |
| 19    | La Pampa                 | 414                 | 0,06%      |
| 20    | Santiago del Estero      | 374                 | 0,04%      |
| 21    | Jujuy                    | 361                 | 0,03%      |
| 22    | San Juan                 | 145                 | 0,02%      |
| 23    | La Rioja                 | 144                 | 0,02%      |
| 24    | Catamarca                | 125                 | 0,02%      |
| TOTAL | Argentina                | 522.598             | 100 %      |

## Flujos migratorios
Durante los años 2010, la inmigración de ciudadanos paraguayos hacia Argentina continúa siendo un fenómeno importante, con un pico de 123.218 radicaciones (temporarias y permanentes) solo en 2012. En 2018, los paraguayos, con 47.391 radicaciones (la menor cantidad en toda la década), fueron desplazados al segundo puesto en el ranking de inmigrantes. Su lugar fue ocupado por los venezolanos, quienes los superaron ampliamente con 70.531 migrantes -un 50%-, esta caída debiéndose a la crisis económica que sufre el vecino país. También se han registrado casos de algunos paraguayos que regresan a su tierra natal empujados por la situación local.
| 1999        | 2.160     |
| 2000 - 2003 | 8.626     |
| 2004 - 2007 | 274.857   |
| 2008 - 2011 | 273.671   |
| 2012 - 2015 | 424.047   |
| 2016 - 2019 | 208.555   |
| 2020 - 2023 | 125.082   |
| Total       | 1.316.998 |

Fuente: Instituto Nacional de Estadísticas y Censos (INDEC) y Dirección Nacional de Migraciones (DNM).